# Élisabeth Bouscaren

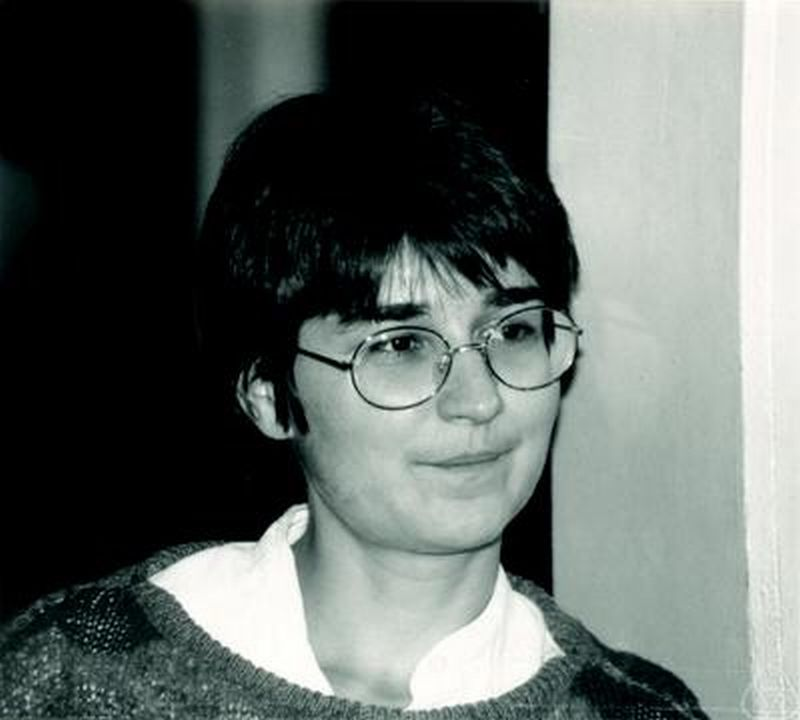
Elisabeth Bouscaren, Oberwolfach 1988

Élisabeth Bouscaren (* 1956) ist eine französische Mathematikerin, die sich mit Algebraischer Geometrie, Algebra und Mathematischer Logik (Modelltheorie) befasst.
Bouscaren wurde 1979 an der Universität Paris VII promoviert (Doctorat de 3ème Cycle) und 1985 habilitiert (Doctorat d’État). Ab 1981 war sie dort Chargé de Recherche des CNRS und wechselte 2005 an die Universität Paris-Süd. Seit 2007 ist sie Forschungsdirektorin des CNRS.
Sie war Gastwissenschaftlerin an der Yale University, an der University of Notre Dame und am MSRI. Sie gab ein Buch über den Beweis der Mordell-Lang-Vermutung durch Ehud Hrushovski heraus.
2002 war sie eingeladene Sprecherin auf dem Internationalen Mathematikerkongress in Peking (Groups interpretable in fields), sie wurde als Gödel-Lecturer 2020 ausgewählt.

## Schriften (Auswahl)
- Model theory and geometry, in: Logic Colloquium 2000, Association for Symbolic Logic, 2005, S. 3–31.
- Herausgeber: Model Theory and Algebraic Geometry. An introduction to E. Hrushovski's proof of the geometric Mordell-Lang conjecture, LN in mathematics 1696, Springer 1999
- mit E. Hrushovski: One-based theories, J. Symb. Logic, Band 59, 1994, S. 579–595.
- Théorie des modèles et conjecture de Manin-Mumford [d’après Ehud Hrushovski], Séminaire Bourbaki 870, März 2000.
- mit F. Delon: Groups definable in separably closed fields, Trans. Amer. Soc., Band 354, 2002, S. 945–960.
- mit F. Delon: Minimal groups in separably closed fields, J. Symb.Logic, Band 67, 2002, S. 239–259.